# Collegio elettorale di Palermo - Capaci (Senato della Repubblica)
Il collegio di Palermo - Capaci fu un collegio elettorale uninominale della Repubblica Italiana per l'elezione del Senato della Repubblica. Apparteneva alla circoscrizione Sicilia e fu utilizzato per eleggere un senatore nella XII, XIII e XIV legislatura.
Venne istituito nel 1993 con la cosiddetta Legge Mattarella (Legge n. 276, Norme per l'elezione del Senato della Repubblica), attuata in seguito al referendum abrogativo del 1993. La legge istituì per la Camera dei deputati e per il Senato della Repubblica un sistema di elezione misto, in parte maggioritario e in parte proporzionale. Il 75% dei parlamentari dell'assemblea veniva eletto in collegi uninominali tramite sistema maggioritario a turno unico; il restante 25% al Senato veniva eletto tramite recupero proporzionale dei più votati non eletti attraverso un meccanismo di calcolo denominato "scorporo", cioè sottraendo dal conteggio dei voti totali di una lista nella parte proporzionale i voti ottenuti dai candidati collegati alla medesima lista che erano eletti nei collegi uninominali con il sistema maggioritario.
Il collegio venne abolito insieme a tutti gli altri che costituivano il Senato con la promulgazione della legge elettorale successiva, la cosiddetta Legge Calderoli. Questa prevedeva un sistema proporzionale con premio di maggioranza, che al Senato veniva attribuito a livello regionale.

## Territorio
Il collegio di Palermo - Capaci era uno dei 20 collegi uninominali in cui era suddivisa la Sicilia e, come previsto dal D.Lgs. del 20 dicembre 1993 n. 535, era interamente compreso nella provincia di Palermo e comprendeva i seguenti comuni: Capaci, Isola delle Femmine, parte del comune di Palermo (in particolare i quartieri di Boccadifalco, Borgo Nuovo, Cruillas, Resuttana-San Lorenzo, Tommaso Natale-Sferracavallo, Partanna-Mondello, Pallavicino, Montepellegrino e Arenella-Vergine Maria), Torretta e Ustica. 

## Eletti
| Elezione | Elezione                 | Senatore         | Partito                    |
| -------- | ------------------------ | ---------------- | -------------------------- |
|          | 1994                     | Enrico La Loggia | Polo del Buon Governo (FI) |
| 1996     | Polo per le Libertà (FI) | Enrico La Loggia |                            |
| 2001     | Casa delle Libertà (FI)  | Enrico La Loggia |                            |

## Dati elettorali

### XII legislatura
|                               | Enrico La Loggia ✔️ Eletto     | Polo del Buon Governo       | 50 815  | 47,25 |  |  |  |  |  |
|                               | Anna Maria Abramonte ✔️ Eletto | Progressisti                | 37 790  | 35,14 |  |  |  |  |  |
|                               | Gaetano Denaro                 | Patto per l'Italia          | 12 244  | 11,39 |  |  |  |  |  |
|                               | Giuseppe Ferrante              | Partito Socialista Italiano | 4 228   | 3,93  |  |  |  |  |  |
|                               | Carmelo Miccichè               | Vespri Siciliani            | 1 329   | 1,24  |  |  |  |  |  |
|                               | Mario Saitta                   | Liberi Forti Uniti          | 1 136   | 1,06  |  |  |  |  |  |
| Totale                        | Totale                         | Totale                      | 107 542 | 100   |  |  |  |  |  |
|                               |                                |                             |         |       |  |  |  |  |  |
| Voti non validi               | Voti non validi                | Voti non validi             | 11 107  | 9,36  |  |  |  |  |  |
| Votanti                       | Votanti                        | Votanti                     | 118 649 | 76,76 |  |  |  |  |  |
| Elettori                      | Elettori                       | Elettori                    | 154 562 |       |  |  |  |  |  |
|                               |                                |                             |         |       |  |  |  |  |  |
| Data: 27-28 marzo 1994        |                                |                             |         |       |  |  |  |  |  |
| Fonte: Ministero dell'interno |                                |                             |         |       |  |  |  |  |  |

### XIII legislatura
|                               | Enrico La Loggia ✔️ Eletto | Polo per le Libertà                      | 57 787  | 53,93 |  |  |  |  |  |
|                               | Anna Maria Abramonte       | L'Ulivo                                  | 39 080  | 36,47 |  |  |  |  |  |
|                               | Antonino Misseri           | Lista Pannella-Sgarbi                    | 4 045   | 3,77  |  |  |  |  |  |
|                               | Giuseppe Scianò            | Noi Siciliani-Fronte Nazionale Siciliano | 2 897   | 2,70  |  |  |  |  |  |
|                               | Achille Aronica            | Movimento Sociale Fiamma Tricolore       | 2 383   | 2,22  |  |  |  |  |  |
|                               | Domenico Aldo Venturella   | Partito Socialista                       | 962     | 0,90  |  |  |  |  |  |
| Totale                        | Totale                     | Totale                                   | 107 154 | 100   |  |  |  |  |  |
|                               |                            |                                          |         |       |  |  |  |  |  |
| Voti non validi               | Voti non validi            | Voti non validi                          | 10 590  | 8,99  |  |  |  |  |  |
| Votanti                       | Votanti                    | Votanti                                  | 117 744 | 73,54 |  |  |  |  |  |
| Elettori                      | Elettori                   | Elettori                                 | 160 098 |       |  |  |  |  |  |
|                               |                            |                                          |         |       |  |  |  |  |  |
| Data: 21 aprile 1996          |                            |                                          |         |       |  |  |  |  |  |
| Fonte: Ministero dell'interno |                            |                                          |         |       |  |  |  |  |  |

### XIV legislatura
|                               | Enrico La Loggia ✔️ Eletto | Casa delle Libertà                   | 62 632  | 52,46  |  |  |  |  |  |
|                               | Matteo Graziano            | L'Ulivo                              | 35 235  | 29,51  |  |  |  |  |  |
|                               | Antonino Amato             | Democrazia Europea                   | 10 287  | 8,62   |  |  |  |  |  |
|                               | Gioacchino Basile          | Lista Di Pietro                      | 3 665   | 3,07   |  |  |  |  |  |
|                               | Antonio Marotta            | Partito della Rifondazione Comunista | 3 437   | 2,88   |  |  |  |  |  |
|                               | Antonio Fazio              | Lista Pannella-Bonino                | 2 521   | 2,11   |  |  |  |  |  |
|                               | Nicolò Cisarò              | Fronte Nazionale                     | 941     | 0,79   |  |  |  |  |  |
|                               | Rosario Martino            | Noi Siciliani                        | 668     | 0,56   |  |  |  |  |  |
| Totale                        | Totale                     | Totale                               | 119 386 | 100    |  |  |  |  |  |
|                               |                            |                                      |         |        |  |  |  |  |  |
| Voti non validi               | Voti non validi            | Voti non validi                      | 10 120  | 7,81   |  |  |  |  |  |
| Votanti                       | Votanti                    | Votanti                              | 129 506 | 761,40 |  |  |  |  |  |
| Elettori                      | Elettori                   | Elettori                             | 17 009  |        |  |  |  |  |  |
|                               |                            |                                      |         |        |  |  |  |  |  |
| Data: 13 maggio 2001          |                            |                                      |         |        |  |  |  |  |  |
| Fonte: Ministero dell'interno |                            |                                      |         |        |  |  |  |  |  |